# Liste der Baudenkmale in Wriezen
In der Liste der Baudenkmale in Wriezen sind alle Baudenkmale der brandenburgischen Stadt Wriezen und ihrer Ortsteile aufgelistet. Grundlage ist die Veröffentlichung der Landesdenkmalliste mit dem Stand vom 31. Dezember 2021.

## Legende
In den Spalten befinden sich folgende Informationen:
- ID-Nr.: Die Nummer wird vom Brandenburgischen Landesamt für Denkmalpflege vergeben. Ein Link hinter der Nummer führt zum Eintrag über das Denkmal in der Denkmaldatenbank. In dieser Spalte kann sich zusätzlich das Wort Wikidata befinden, der entsprechende Link führt zu Angaben zu diesem Denkmal bei Wikidata.
- Lage: die Adresse des Denkmales und die geographischen Koordinaten. Link zu einem Kartenansichtstool, um Koordinaten zu setzen. In der Kartenansicht sind Denkmale ohne Koordinaten mit einem roten beziehungsweise orangen Marker dargestellt und können in der Karte gesetzt werden. Denkmale ohne Bild sind mit einem blauen bzw. roten Marker gekennzeichnet, Denkmale mit Bild mit einem grünen beziehungsweise orangen Marker.
- Bezeichnung: Bezeichnung in den offiziellen Listen des Brandenburgischen Landesamtes für Denkmalpflege. Ein Link hinter der Bezeichnung führt zum Wikipedia-Artikel über das Denkmal.
- Beschreibung: die Beschreibung des Denkmales
- Bild: ein Bild des Denkmales und gegebenenfalls einen Link zu weiteren Fotos des Baudenkmals im Medienarchiv Wikimedia Commons

## Allgemein
| ID-Nr.   | Lage              | Bezeichnung                           | Beschreibung | Bild |
| -------- | ----------------- | ------------------------------------- | ------------ | ---- |
| 09180766 | Altwriezen (Lage) | Denkmalbereichssatzung für Altwriezen |              | BW   |

## Denkmale

### Altgaul
Altgaul liegt zwei Kilometer nordöstlich von Wriezen. Es ist ein ehemaliges Vorwerk. 1998 wurde es als Ortsteil von Rathsdorf nach Wriezen eingemeindet. Gegründet wurde der Ort im 13. Jahrhundert als Gaul. Im Dreißigjährigen Krieg wurde der Ort fast vollständig zerstört, wurde aber bis Ende des 17. Jahrhunderts wieder aufgebaut. 1797 zerstörte zwei Brände den Ort, daraufhin wurde Neugaul gegründet, das Vorwerk bekam den Namen Altgaul. Noch heute ist der Ort vom Gut geprägt.
| ID-Nr.   | Lage   | Bezeichnung                                                                  | Beschreibung | Bild                                                                         |
| -------- | ------ | ---------------------------------------------------------------------------- | --- | ---------------------------------------------------------------------------- |
| 09180628 | (Lage) | Ziegelbrennofen (heute Storchenmuseum), B 167 gegenüber Abzweig nach Altgaul | Der Ofen an der B 167 wurde um 1800 als Einkammer-Ziegelbrennofen erbaut. Erbaut wurde er wahrscheinlich um 1830. Stillgelegt wurde er im 19. Jahrhundert, die Ringöfen waren effektiver. Er hat eine Höhe von etwa 15 Metern. Heute befindet sich hier das Storchenmuseum des NABU hier. | Ziegelbrennofen (heute Storchenmuseum), B 167 gegenüber Abzweig nach Altgaul |

### Altwriezen
Altwriezen liegt etwa sechs Kilometer nordöstlich von Wriezen. Im Jahre 1412 wurde der Ort urkundlich erwähnt, bis 1719 gehörte der Ort der Familie Barfuß. 1736 zerstörte ein Hochwasser den halben Ort. Weitere Hochwasser gab es 1749, 1770 und 1838. Um 1754 wurde ein Deich gebaut, durch das neu gewonnene Land wurde der Fischerort zum Bauerndorf.
| ID-Nr.   | Lage                 | Bezeichnung                                                                                          | Beschreibung | Bild                                                          |
| -------- | -------------------- | --- | --- | ------------------------------------------------------------- |
| 09180306 | (Lage)               | Glockenschauer mit Glocke, am Ortseingang                                                            | Der Glockenschauer steht an der Stelle der ehemaligen Kirche. Hier befinden sich die drei Glocken aus der ehemaligen Kirche. | Glockenschauer mit Glocke, am Ortseingang                     |
| 09180953 | (Lage)               | Scheunenreihe                                                                                        | Die Scheunenreihe prägt das Dorfbild. Die älteste nördliche Scheune wurde 1840 errichtet. Die beiden anderen Scheunen entstanden um 1860 bis 1870. Die nördliche Scheune ist eine eintorige Durchfahrtscheune, die beiden anderen sind zweitorige Durchfahrtscheunen.        | BW                                                            |
|          | Altwriezen 10 (Lage) | Hofanlage, bestehend aus Wohnhaus mit Vorgarten und Gartenzaun, zwei Stallgebäuden und zwei Scheunen | | BW                                                            |
| 09180951 | Altwriezen 16 (Lage) | Wohnhaus                                                                                             | Das Wohnhaus wurde 1794 erbaut. Es ist ein giebelständiges Fachwerkhaus mit Drempel und einem Satteldach. Um 1920 wurde die Landwirtschaft aufgegeben, die Hofbauten zerfielen oder wurden abgerissen. Das Wohnhaus ist ein Fachwerkhaus, auffällig sind die vielen Fenster. | BW                                                            |
| 09180307 | Altwriezen 17 (Lage) | Hofbebauung bestehend aus Taubenhaus, Stallungen und Speicher                                        | Das Taubenhaus ist Teil eines Dreiseithofs. Das Taubenhaus wurde 1842 errichtet. Nach einem Sturmschaden wurde das Taubenhaus erneuert, heute wird es als Ferienhaus genutzt.                                                                                                | Hofbebauung bestehend aus Taubenhaus, Stallungen und Speicher |
| 09180952 | Altwriezen 23 (Lage) | Wohnhaus                                                                                             | Das Haus wurde 1802 erbaut, es war mal Teil eines Vierseithofes. Es ist ein eingeschossiges, giebelständiges Fachwerkhaus mit einem Satteldach. Im Inneren befindet sich eine Schwarze Küche.                                                                                | Wohnhaus                                                      |
| 09180308 | Altwriezen 37 (Lage) | Mittelflurhaus                                                                                       | Das Mittelflurhaus wurde um 1800 erbaut. Es ist Teil einer Hofanlage eines ehemaligen Lehnschulzen. Das Wohnhaus ist eingeschossig mit einem Satteldach. | Mittelflurhaus                                                |
| 09180954 | Altwriezen 40 (Lage) | Hofanlage mit Wohnhaus, zwei Stallgebäuden und Scheune                                               | Die Hofanlage eines Großbauern entstand um 1800. Zu dem Vierseithof gehören ein Wohnhaus, zwei Ställe und eine Scheune. | Hofanlage mit Wohnhaus, zwei Stallgebäuden und Scheune        |
| 09180309 | Altwriezen 41 (Lage) | Mittelflurhaus                                                                                       | Das Wohnhaus ist Teil einer Hofanlage. Das Haus wurde Ende des 18. Jahrhunderts erbaut. Es ist eingeschossig mit einem Drempel und einem Satteldach. | Mittelflurhaus                                                |

### Biesdorf
Biesdorf liegt etwa neun Kilometer westlich von Wriezen.
| ID-Nr.            | Lage   | Bezeichnung | Beschreibung | Bild           |
| ----------------- | ------ | ----------- | --- | -------------- |
| 09180368 Wikidata | (Lage) | Dorfkirche  | Die evangelische Dorfkirche wurde im Spätmittelalter aus Feldsteinen erbaut. Im Jahre 1719 wurde die Kirche renoviert und umgebaut. Die Ausstattung im Inneren ist aus der Zeit der Renovierung. | weitere Bilder |

### Eichwerder
Eichwerder liegt etwa vier Kilometer östlich von Wriezen. Es ist ein Straßendorf und gehört seit 1998 zu Wriezen. 1748 erwarb der Hof- und Kirchenrat Carl Philipp Menzel die Gemarkung mit der Verpflichtung 33 Kolonisten anzusiedeln. Bis 1756 wurden die Häuser für die Familien gebaut. Am 11. März 1780 wurde in Eichwerder der Architekt August Crelle geboren. Von Wriezen kommend liegt das Rittergut Jäckelsbruch kurz vor dem Ortseingang auf der rechten Seite.
| ID-Nr.   | Lage                  | Bezeichnung                                                                              | Beschreibung | Bild                                                                                     |
| -------- | --------------------- | ---------------------------------------------------------------------------------------- | --- | ---------------------------------------------------------------------------------------- |
| 09181443 | Eichwerder (Lage)     | Grabanlage der Gutsbesitzerfamilie Kuntze, auf dem Friedhof                              | | BW                                                                                       |
| 09181032 | Eichwerder 4 (Lage)   | Hofanlage mit Wohnhaus und Stallscheune                                                  | Die Hofanlage war die eines Kleinkolonisten. Das Wohnhaus wurde 1802 erbaut. Es ist ein eingeschossiges, traufständiges Haus mit einem Krüppelwalmdach. Im Wohnhaus befand sich eine Schwarze Küche. Zum Hof gehört eine Stallscheune, diese wurde nach 1945 erbaut.                                                            | Hofanlage mit Wohnhaus und Stallscheune                                                  |
| 09180420 | Eichwerder 31 (Lage)  | Mittelflurhaus                                                                           | Das Wohnhaus wurde im Jahr 1812 erbaut, der Vorgängerbau ist wohl abgebrannt. Es ist ein Fachwerkhaus und Teil einer Hofanlage einer Kolonistenstelle. Im Inneren befand sich eine Schwarze Küche. | Mittelflurhaus                                                                           |
| 09180793 | Eichwerder 32 (Lage)  | Mittelflurhaus                                                                           | Das Haus wurde ebenso wie das Nachbarhaus im Jahr 1812 erbaut. Das Fachwerkhaus wurde um 2000 saniert. | Mittelflurhaus                                                                           |
| 09180236 | Jäckelsbruch 9 (Lage) | Atelierhaus und Schwimmbecken mit Brunnenhaus sowie Parkanlage mit Portal und Skulpturen | Im Jahre 1938 erhielt der NS-Staatsbildhauer Arno Breker von Adolf Hitler das ehemalige Gut zu seinem 40. Geburtstag geschenkt. Brecker nutzte das Grundstück bis 1945 als Zweitwohnsitz. Das Gutshaus wurde 1947 abgerissen. Heute steht noch das Atelierhaus. Seit 1976 nutzt der Bildhauer Horst Engelhardt das Atelierhaus. | Atelierhaus und Schwimmbecken mit Brunnenhaus sowie Parkanlage mit Portal und Skulpturen |

### Frankenfelde
Frankenfelde liegt etwa neun Kilometer westlich von Wriezen.
| ID-Nr.   | Lage                | Bezeichnung                           | Beschreibung | Bild           |
| -------- | ------------------- | ------------------------------------- | --- | -------------- |
| 09180434 | Dorfplatz 10 (Lage) | Dorfkirche                            | Die evangelische Kirche wurde im 13. Jahrhundert erbaut, der Turm wurde 1776 hinzugefügt. Ein Glasfenster ist auf das Jahr 1610 datiert. Im Inneren befindet sich ein Hochaltaraufsatz vom Beginn des 17. Jahrhunderts. | weitere Bilder |
| 09180841 | Parkstraße 1 (Lage) | Vierfamilienhaus mit zwei Hofgebäuden | | BW             |

### Haselberg
Haselberg war bis zum 26. Oktober 2003 ein Ortsteil der Gemeinde Wriezener Höhe. Er liegt etwa zehn Kilometer westlich von Wriezen.
| ID-Nr.            | Lage | Bezeichnung                                                                                        | Beschreibung                                                                                       | Bild |
| ----------------- | --- | -------------------------------------------------------------------------------------------------- | -------------------------------------------------------------------------------------------------- | --- |
| 09180457 Wikidata | Alter Biesdorfer Weg 2 (Lage)                                                                                               | Dorfkirche                                                                                         | Die evangelische Kirche wurde im 13. Jahrhundert erbaut, der Turm wurde 1824 bis 1825 hinzugefügt. | weitere Bilder |
| 09180458          | Hauptstraße 34, 36, 38, 40, 42, 44, 49, 51, Am Sprintberg 1, Alte Brennerei 1, 2, 3, 4, 5, 6, 8, Harnekoper Weg 1, 3 (Lage) | Gutsanlage mit Wohn- und Wirtschaftsgebäuden, Wirtschaftshof und Park sowie Teilen der Einfriedung | Der Gutspark wurde 1779 angelegt. Das Herrenhaus ist nur in Teilen erhalten.                       | [[Vorlage:Bilderwunsch/code!/C:52.705793,14.031009!/D:Hauptstraße 34, 36, 38, 40, 42, 44, 49, 51, Am Sprintberg 1, Alte Brennerei 1, 2, 3, 4, 5, 6, 8, Harnekoper Weg 1, 3, Gutsanlage mit Wohn- und Wirtschaftsgebäuden, Wirtschaftshof und Park sowie Teilen der Einfriedung!/\|BW]] |
| 09180013          | Hauptstraße () | Pfarrhaus mit Grundstückseinfriedung                                                               | | ein Bild hochladen |
| 09180460          | Rädikow 7 (Lage) | Schäferei, bestehend aus Wohnhaus, Scheune und Stall (Ruine)                                       | | Schäferei, bestehend aus Wohnhaus, Scheune und Stall (Ruine) |

### Lüdersdorf
Lüdersdorf liegt etwa sieben Kilometer südwestlich von Wriezen.
| ID-Nr.            | Lage                              | Bezeichnung                                     | Beschreibung | Bild                                            |
| ----------------- | --------------------------------- | ----------------------------------------------- | --- | ----------------------------------------------- |
| 09180007 Wikidata | (Lage)                            | Dorfkirche                                      | Die Dorfkirche wurde im Mittelalter erbaut, in den Jahren 1611 und 1821 umgebaut. Es ist ein Saalbau mit einem Westturm. Im Inneren eine Kassettenstuckdecke aus dem Jahr 1611. In den Feldern Darstellung der Heilsgeschichte und Wappen. Die Orgel wurde 1840 von Gottlieb Heise geschaffen. | weitere Bilder                                  |
| 09180525          | (Lage)                            | Gutspark                                        | | Gutspark                                        |
| 09180976          | Lüdersdorfer Dorfstraße 36 (Lage) | Pfarrhaus mit Teilen der Grundstückseinfriedung | | Pfarrhaus mit Teilen der Grundstückseinfriedung |

### Rathsdorf
Rathsdorf liegt vier Kilometer nördlich von Wriezen an der Straße nach Bad Freienwalde. Rathsdorf wurde in den Jahren 1753/1754 als Kolonistendorf angelegt. 23 Familien siedelten hier. 1772/1773 wurde das Land mit der Separation neu aufgeteilt. Am 5. Juni 1822 brannte der Ort vollständig ab. Der Ort wurde mit typengleichen Hofstellen wieder aufgebaut. Die Grundstruktur des Dorfes wurde seitdem wenig verändert. So erkennt man noch die Großkolonistenstellen auf der Westseite und die Kleinkolonistenstellen auf der Ostseite.
| ID-Nr.   | Lage                | Bezeichnung                                                                           | Beschreibung | Bild                                                                                  |
| -------- | ------------------- | ------------------------------------------------------------------------------------- | --- | ------------------------------------------------------------------------------------- |
| 09180627 | (Lage)              | Historischer Dorfkern                                                                 | Das Zentrum des Dorfes bildet die Schule (Nr. 8). Gegenüber befindet sich der Dorfkrug mit einer neugotischen Fassade. | BW                                                                                    |
| 09180999 | (Lage)              | Spritzenhaus, am Friedhof                                                             | Das Spritzenhaus befindet sich an der Straße neben dem Friedhof. Es ist ein traufständiges Haus mit einem Satteldach. Es wurde wahrscheinlich Anfang des 19. Jahrhunderts erbaut. In dem Gebäude befand sich die handgetriebene Spritze. | Spritzenhaus, am Friedhof                                                             |
| 09181000 | Rathsdorf 8 (Lage)  | Schule mit Lehrerwohnung                                                              | Die Schule mit der Lehrerwohnung wurde im Jahre 1910 erbaut. Die eingeschossige Schule hat einen L-förmigen Grundriss und ein Satteldach auf der giebelständigen Seite und ein Krüppelwalmdach auf der traufständigen Seite.             | Schule mit Lehrerwohnung                                                              |
| 09180998 | Rathsdorf 25 (Lage) | Gehöft, bestehend aus Wohnhaus, Scheune, Stallgebäude und straßenseitiger Einfriedung | Das Gehöft wurde nach dem Brand 1822 erbaut. Das Wohnhaus ist ein eingeschossiger, traufständiger Fachwerkbau. Zu dem Gehöft gehört noch eine Scheune aus der Bauzeit des Hauses und ein Stall, der wurde zwischen 1822 und 1850 erbaut. | Gehöft, bestehend aus Wohnhaus, Scheune, Stallgebäude und straßenseitiger Einfriedung |

### Schulzendorf
Schulzendorf liegt etwa fünf Kilometer südwestlich von Wriezen.
| ID-Nr.            | Lage   | Bezeichnung | Beschreibung | Bild           |
| ----------------- | ------ | ----------- | --- | -------------- |
| 09180654 Wikidata | (Lage) | Dorfkirche  | Die evangelische Kirche wurde in der Mitte des 13. Jahrhunderts erbaut. Es ist ein Feldsteinbau mit einem Westturm, wobei der Turmaufsatz im 15. Jahrhundert erbaut wurde. Im Inneren ein Altaraufsatz aus dem Anfang des 17. Jahrhunderts. | weitere Bilder |
| 09180655          | (Lage) | Gutspark    | | BW             |

### Wriezen
Wriezen wurde wahrscheinlich im 13. Jahrhundert gegründet. Der Ort entstand um die 1919 abgerissene Lorenzkirche und die St. Marienkirche. Die Bevölkerung bestand aus Handwerkern, Händlern und Fischern. Im Dreißigjährigen Krieg schwer beschädigt, im Jahre wohnten hier noch 68 Einwohner, im Jahre 1500 war es 1200. 1664 brannte Wriezen fast vollständig ab. Es wurde wieder aufgebaut, so lebten 1750 wieder 2470 Einwohner in der Stadt. Mit Trockenlegung des Oderbruchs nahm die Bedeutung der Fischerei ab, und die Landwirtschaft nahm zu. Im Jahre 1765 entstand eine Weberkolonie. Im 19. Jahrhundert wurden kleine Fabriken gegründet, unter anderem eine Zwirnfabrik (1824), eine Wattefabrik (1843), eine Malzfabrik (1858) und 1853 eine Fabrik für landwirtschaftliche Maschinen und Eisengießerei. die Stadt wuchs im 20. Jahrhundert weiter. Am Ende des Zweiten Weltkrieges wurde Wriezen zu 90 % zerstört. Nach dem Wiederaufbau wuchs die Stadt wieder, 1990 lebten 7026 Einwohner in Wriezen.
| ID-Nr.   | Lage                              | Bezeichnung | Beschreibung | Bild |
| -------- | --------------------------------- | --- | --- | --- |
| 09180722 | (Lage)                            | Stadtpfarrkirche St. Marien | Die erste Kirche wurde im 13. Jahrhundert errichtet. Sie wurde im Laufe der Zeit ausgebaut. Die Stadtpfarrkirche ist seit 1945 eine Ruine. | Stadtpfarrkirche St. Marien |
| 09180738 | (Lage)                            | Historische Dorfanlage Altkietz | Die Straße entspricht dem früheren Dorf Kietz. Dieses lag nördlich von Wriezen. 1343 wurde Kietz erstmals urkundlich erwähnt. | Historische Dorfanlage Altkietz |
| 09180911 | Altkietz 16 (Lage)                | Hofanlage mit Wohnhaus, Stallgebäuden und Scheune | Das Wohnhaus der Hofanlage entstand um 1800, das Stallgebäude und die Scheune wurden um 1900 erbaut. Das Wohnhaus ist somit eines der ältesten Häuser im Ort. Im Haus befindet sich ein ehemals offener Rauchabzug. Das Licht in der Küche kam von einem Raum neben der Küche. Die Küche ist damit eine Übergangsform von einer Schwarzen Küche zu einer Seitenküche. | Hofanlage mit Wohnhaus, Stallgebäuden und Scheune |
| 09180724 | Am Hafen 1 (Lage)                 | Hoch- und Setzofen der Kalkbrennerei und Fabrikantenvilla mit Hochwassermarke | Die Anlage wurde 1860 gegründet. Aus der Zeit stammt auch der Setzofen. Im Jahr 1889 wurden der zweite Kalkschachtofen und die Villa erbaut. | Hoch- und Setzofen der Kalkbrennerei und Fabrikantenvilla mit Hochwassermarke |
| 09180312 | Bahnhofsstraße (Lage)             | Bahnhof, bestehend aus Bahnbetriebswerk mit Lokschuppen, Drehscheibe, Werkstattgebäude, Wohngebäude und Kesselwasserturm, Stellwerk W2, Güterschuppen, Wasserschwenkkran; Wasserturm und Bahnhofsempfangsgebäude                                                                               | Der Bahnhof entstand ab 1866. Im Zweiten Weltkrieg wurden Teile des Bahnhofs zerstört. | weitere Bilder |
| 09180725 | Bahnhofstraße 27 (Lage)           | Hochwassermarke | Die Hochwassermarke erinnert an das Hochwasser am 24. April 1947. | Hochwassermarke |
| 09180977 | Berliner Berg 4 (Lage)            | Wohnhaus mit Seitenflügel und Vorgartenmauer | 1887 von Ratsherr Christophel erbaut, wurde das Haus 1905 von der evangelischen Kirche gekauft und als Pfarrhaus genutzt. Nach mehrjährigem Leerstand begann 2016 die denkmalgerechte Sanierung und Restaurierung. Heute wird dient die Villa als Wohnhaus und Kunst- und Kulturstandort.                                                                             | Wohnhaus mit Seitenflügel und Vorgartenmauer |
| 09182239 | Frankfurter Straße 2 (Lage)       | Landhaus und Ellingerbrunnen | | Landhaus und Ellingerbrunnen |
| 09180958 | Frankfurter Straße 16 (Lage)      | Bettfedernfabrik, bestehend aus Fabrikantenwohnhaus, Arbeiterwohnhaus und Speicher | Die Anlage in der Frankfurter Straße wurde Ende des 19. Jahrhunderts errichtet. Das Wohnhaus ist heute ein Mehrfamilienhaus. | Bettfedernfabrik, bestehend aus Fabrikantenwohnhaus, Arbeiterwohnhaus und Speicher |
| 09180959 | Frankfurter Straße 30/31 (Lage)   | Eisenbahnerwohnhäuser mit Nebengebäuden und Nebenanlagen sowie Hofpflasterung | Die Häuser wurden um das Jahr 1900 von der Stettiner Eisenbahngesellschaft für je zwölf Familien erbaut. Zu jeder Wohnung gehört ein Garten. | Eisenbahnerwohnhäuser mit Nebengebäuden und Nebenanlagen sowie Hofpflasterung |
| 09180202 | Frankfurter Straße 64 (Lage)      | Meilenstein | Die Inschrift auf dem Meilenstein lautet: „8 Meilen bis Berlin“. Das entspricht etwa 61 Kilometern. Der Meilenstein ist etwa einen Meter hoch und besteht aus Granit. | Meilenstein |
| 09181381 | Frankfurter Straße 64 / 65 (Lage) | Fabrikantenvilla mit Nebengebäude | | BW |
| 09180726 | Freienwalder Straße 40 (Lage)     | Katholische Kirche St. Laurentius mit Gemeindehaus | Die Kirche wurde in den Jahren 1912 bis 1913 errichtet. | Katholische Kirche St. Laurentius mit Gemeindehaus |
| 09180727 | Freienwalder Straße 50 (Lage)     | Provinzial-Taubstummenanstalt „Wilhelm-Augusta-Stift“ (heute Rathaus) | Die Anstalt wurde von 1879 bis 1881 errichtet. Heute befindet sich hier die Stadtverwaltung. | Provinzial-Taubstummenanstalt „Wilhelm-Augusta-Stift“ (heute Rathaus) |
| 09180891 | Freienwalder Straße 53 (Lage)     | Spritfabrik S.M. | Der heutige Bau wurde 1877 errichtet. | Spritfabrik S.M. |
| 09180728 | Friedrichstraße 16 (Lage)         | Adler-Apotheke | Das Haus wurde 1832 erbaut. Seit 1948 befindet sich hier die Adler-Apotheke. | Adler-Apotheke |
| 09180729 | Gartenstraße 20 (Lage)            | Gedenktafel für die Synagoge | Die Synagoge wurde im Jahr 1821 errichtet. In der Reichspogromnacht am 9./10. November wurde die Synagoge zerstört. Am 9. November 1988 wurde die Gedenktafel angebracht. | Gedenktafel für die Synagoge |
| 09181411 | Hospitalstraße 38 (Lage)          | Amtsgericht | | Amtsgericht |
| 09180997 | Kanalstraße 10 (Lage)             | Malzfabrik | | BW |
| 09180731 | Krausenstraße 6 (Lage)            | Gymnasium | Die Schule wurde 1869/1870 erbaut. Heute befindet sich hier eine Grundschule. | Gymnasium |
| 09180732 | Magazinstraße 1 (Lage)            | Magazin | | Magazin |
| 09180874 | Odervorstadt 6 (Lage)             | Hofanlage, bestehend aus Wohn- und Geschäftshaus mit Seitenflügel, Hoftor und Hofpflaster | Hier befand sich die Landwirtschaftliche Lehranstalt. Das Gelände nutzte von 1945 bis 1990 die LPG Wriezen. | Hofanlage, bestehend aus Wohn- und Geschäftshaus mit Seitenflügel, Hoftor und Hofpflaster |
| 09180737 | Schützenplatz (Lage)              | Denkmal für Albert Mahler | Das Denkmal erinnert an den Wriezener Bürgermeister Albert Mahler. Mahler war Bürgermeister in Wriezen von 1852 bis 1882. Er gründete 1855 die Freiwillige Feuerwehr Wriezen. | Denkmal für Albert Mahler |
| 09180734 | Siedlungsweg (Lage)               | Jüdischer Friedhof mit Feldsteinmauer | Der Friedhof wurde im Jahr 1730 eingerichtet, 1940 fand die letzte Beisetzung statt. In den 1980er Jahren wurden die heute noch erhaltenen 131 Grabsteine sorgfältig renoviert. | weitere Bilder |
| 09180736 | Sonnenburger Weg (Lage)           | Grabmale B. von Thun, J. D. Ahnert, C. G. Seidel, Martin Kunze, C. L. H. Ringdorff, C. F. Kindermann, A. Gause, N. Koyenuma, E. und O. Bibach, neoklassizistische Stele, Denkmal für Verfolgte des Naziregimes (VdN), Kriegerdenkmal 1914/18 und Christus-Plastik, auf dem Kirchhof St. Marien | | Grabmale B. von Thun, J. D. Ahnert, C. G. Seidel, Martin Kunze, C. L. H. Ringdorff, C. F. Kindermann, A. Gause, N. Koyenuma, E. und O. Bibach, neoklassizistische Stele, Denkmal für Verfolgte des Naziregimes (VdN), Kriegerdenkmal 1914/18 und Christus-Plastik, auf dem Kirchhof St. Marien |
| 09180735 | Sonnenburger Weg 3 (Lage)         | Gesamtanlage des Stadt- und Kreiskrankenhauses | | Gesamtanlage des Stadt- und Kreiskrankenhauses |
| 09181008 | Wilhelmstraße 36-40 (Lage)        | Wohn- und Geschäftshäuser | | BW |

## Ehemalige Denkmale
| ID-Nr. | Lage                                        | Bezeichnung                                | Beschreibung | Bild |
| ------ | ------------------------------------------- | ------------------------------------------ | --- | --- |
|        | Haselberg Am Dorfanger ()                   | Gedenkstein für Fritz Dornbusch            | | ein Bild hochladen |
|        | Wriezen Friedrichstraße (Lage)              | Straßenzüge Friedrichstraße, Krausenstraße | Die Friedrichstraße wurde 1765 angelegt.                                                                        | [[Vorlage:Bilderwunsch/code!/C:52.719258,14.134936!/D:Wriezen Friedrichstraße, Straßenzüge Friedrichstraße, Krausenstraße!/\|BW]] |
|        | Lüdersdorf Lüdersdorfer Dorfstraße 3 (Lage) | Giebellaubenhaus                           | Das Giebellaubenhaus wurde in der zweiten Hälfte des 17. Jahrhunderts erbaut. Im Jahr 2020 wurde es abgerissen. | Giebellaubenhaus |